# Johann Gottlieb Fichte
Johann Gottlieb Fichte, född 19 maj 1762 i Rammenau nära Bischofswerda i Sachsen, död 27 januari 1814 i Berlin, var en tysk filosof, far till filosofen Immanuel Hermann Fichte. Fichte var tillsammans med Schelling och Hegel en av de ledande företrädarna för den tyska idealismen, och byggde med utgångspunkt från Kant ett omfattande och svårgenomträngligt filosofiskt system som han kallade vetenskapslära (tyska Wissenschaftslehre). Systemets första utgångspunkt är ett "absolut jag" som inte förutsätter någon yttre verklighet, och utifrån detta absoluta jag konstruerar Fichte ett transcendentalt system som bland annat täcker kunskapsteori, moralfilosofi, rättsfilosofi och religionsfilosofi.

## Biografi
Fichtes far, som var bandvävare, skall ha härstammat från en av Gustav II Adolfs svenska soldater, vilken stannat kvar i Tyskland. Efter att ha fått sin första undervisning i Meissen och Schulpforta begav Fichte sig 1780 till universitetet i Jena och därefter till Leipzig. 1788 blev han informator i Zürich, där han stiftade bekantskap med Lavater och Pestalozzi samt med Klopstocks systerdotter, som senare blev hans maka. 1790 lämnade han Schweiz och levde någon tid i Leipzig, där han studerade Kants filosofi. 1792 begav han sig till Königsberg, och för att introducera sig hos Kant skrev han i hast och sände till denne Versuch einer Kritik aller offenbarung (1792; 2:a upplagan 1793). 
Denna skrift, som genom ett förbiseende (eller en förläggarfint) utkom utan författarnamn, utgick från Kants allmänna filosofiska ståndpunkt, och då denne ännu inte utgivit någon religionsfilosofi, troddes allmänt Kant vara skriftens författare. Då Kant namngav den verklige författaren, blev denne med ens en ryktbar man. Livligt påverkad av franska revolutionens idéer skrev Fichte Zurückforderung der Denkfreiheit von den Fürsten Europas (1793) och Beiträge zur Berichtigung der Urtheile des Publikums über die Französische Revolution (samma år), i vilka han hävdade frihetssträvandenas berättigande gentemot den reaktion, som revolutionstidens terrorism redan framkallat.
År 1794 kallades Fichte till den efter Reinhold lediga filosofiska professuren i Jena. Där utvecklade han en lysande lärarverksamhet och ett energiskt författarskap. Han framlade för första gången sitt självständiga filosofiska system i Grundlage der gesamten Wissenschaftslehre (1794) samt sin rättslära och etik i Grundlage des Naturrechts (1796) och System der Sittenlehre (1798). Emellertid kom han snart i stridigheter både med sina ämbetsbröder - filosoferna kunde inte godta hans reform av kantianismen, och teologerna förargades över hans på söndagarna hållna populära moralföreläsningar - och med en del av studenterna, som han stötte genom sina angrepp mot deras råa kårseder. Den sistnämnda konflikten gick så långt, att Fichte blev överfallen i sitt hem och för en tid måste lämna Jena. Men ödesdigrast blev för honom den s.k. ateismstriden (1799). Anledningen till denna var en i den av honom utgivna filosofiska tidskriften införd avhandling Über den Grund unseres Glaubens an eine göttliche Weltregierung (1798), i vilken Gud identifierades med den sedliga världsordningen. 
Att människan personifierar denna är oskadligt, men när hon föreställer sig Gud såsom en makt, genom vars gunst hon kan erhålla njutningar, så är det en avgud, hon dyrkar. Den oändliga principen kan just på grund av sin oändlighet ej begreppsmässigt fattas, ty att begripa är att begränsa. Varje så kallat gudsbegrepp är därför, nödvändigt, begreppet om en avgud. På grund av dessa uttalanden konfiskerades tidskriftshäftet av den kursachsiska regeringen, och hos myndigheterna i Weimar klagade denna regering över, att ateistiska läror utbreddes vid universitetet i Jena. Fichte svarade härpå med de hetsiga stridsskrifterna Appellation an das Publicum (1799) och Gerichtliche Verantwortungsschrif (s.å.), i vilka han energiskt tillbakavisade anklagelsen för ateism. Han hävdade också att den verkliga orsaken till attackerna mot honom var politisk-ideologisk; konservativa krafter ogillade hans demokratiska tendens och hade tidigare ryktesvis beskyllt honom för att vara "jakobin".
I Weimar, inom vars regering Goethe hade den ledande ställningen, ville man helst tysta ned saken. Om bara Fichte hållit sig lugn, skulle han på sin höjd fått en varning inför det akademiska konsistoriet. Men detta ansåg han för en förödmjukelse, som han inte var villig att underkasta sig, och därför skrev han ett trotsigt brev till en av regeringsmedlemmarna i Weimar och hotade att genast begära sitt avsked, om han skulle utsättas för något dylikt. Nu tröt tålamodet även hos Goethe och den övriga regeringen i Weimar. Man tog Fichte på orden och gav honom i skarpa ordalag avsked. En följd av år levde han sedan såsom privatman i Berlin, sysselsatt med nya framställningar av sitt system och med populära föreläsningar. När efter slaget vid Jena (1806) Berlin blivit belägrat av fransmännen, begav sig Fichte till Königsberg, där han en tid undervisade vid universitetet. Då även Königsberg föll i fiendernas händer, vistades Fichte en tid i Köpenhamn. Men efter fredsslutet begav han sig åter till Berlin och höll där vintern 1807-08 under den franska garnisonens trumfvirvlar sina ryktbara Reden an die Deutsche Nation, i vilka han med lågande hänförelse hänvisade tyska folket till en pånyttfödelse genom en totalt reformerad uppfostran med andlig frihet och inre självständighet såsom mål för karaktärsbildningen. 
Då Berlins universitet grundlagts, kallades Fichte till professor (1810), och 1811 blev han det nya universitetets förste valde rektor. När frihetsstriden bröt ut (1813), ville han dra med i fält såsom religiös talare. Även om denna plan inte kom till förverkligande, blev han dock ett offer för kriget, i det han dog i feber, varmed han smittats av sin hustru, vilken såsom sjuksköterska vid fältlasaretten ådragit sig denna sjukdom.

## Filosofi
Fichtes filosofi är starkt personligt färgad genom hans oböjliga vilja och hans av moralisk entusiasm burna karaktär. Sina filosofiska övertygelser ville han tvinga på sina läsare och åhörare. Men hans framställningssätt i de vetenskapliga skrifterna var ytterligt abstrakt och svårfattligt. Gång på gång omarbetade han därför sin "vetenskapslära" och försåg den med nya "inledningar" samt framställde sin världsåsikt även i populärare form i Bestimmung des Menschen (1800), Über das Wesen des Gelehrten (1805) och Anweisung zum seligen Leben (1806).
Sin filosofiska uppfostran hade Fichte gjort under inflytande av Spinozas världsåsikt. Sedermera blev han bekant med kantianismen, vars praktiska del gjorde så mäktigt intryck på honom att, även om Spinozas inflytande alltjämt var märkbart, den kantiska världsåsikten likväl blev den egentliga utgångspunkten för hans självständiga filosofiska forskning. Men under det Kant lärde, att till grund för sinnesintrycken ligger ett av medvetandet oberoende "ting i sig", som utifrån inverkar på sinnet, förkastade Fichte denna lära såsom obevislig och självmotsägande. Hans uppgift blev att ur medvetandet, eller, såsom han kallade det, "jaget", förklara hela den verklighet, som existerar, och att därigenom bevisa detta "jag" såsom i fullaste bemärkelse fritt eller rent av absolut ("jaget sätter sig själv"). Men inte i alla avseenden röjer "jaget" omedelbart sin frihet. Endast som sedlig vilja är människan i fullaste mening fri; som förnimmande är hon bunden eller beroende av ett "icke-jag", d.v.s. den omedvetna verkligheten eller naturen. Men detta "icke-jag" är "satt" av "jaget", naturen är ingenting annat än en människoandens självinskränkning. 
Men just i och genom denna självinskränkning röjer anden sin absoluta karaktär. Detta sker därigenom, att den såsom sedlig vilja nedbryter varje, på naturen och de naturliga tendenserna beroende, gräns för sitt liv. Inskränkningen eller gränsen blir därför aldrig en "bestämd" eller oöverstiglig gräns. Den kan i oändlighet utflyttas, utan att dock kunna fullständigt upphävas. Det sedliga arbetets väsen ligger just i ett sådant i det oändliga fortgående "utflyttande" av den för andens liv satta gränsen, ett nedbrytande av varje bestämd gräns. Det sedliga livet har följaktligen, enligt Fichte, karaktären av oändlig strävan, en strävan för strävandets egen skull. Först därigenom blir det begripligt, hur den i sig själv oändlige anden kan inskränka sig själv och i så måtto vara både ändlig och oändlig. Han är det förra med avseende på vad han faktiskt är, det senare med avseende på den uppgift, som föreligger honom. Först genom att ta hänsyn till denna den sedliga synpunkten kan man lösa människolivets gåtor. 

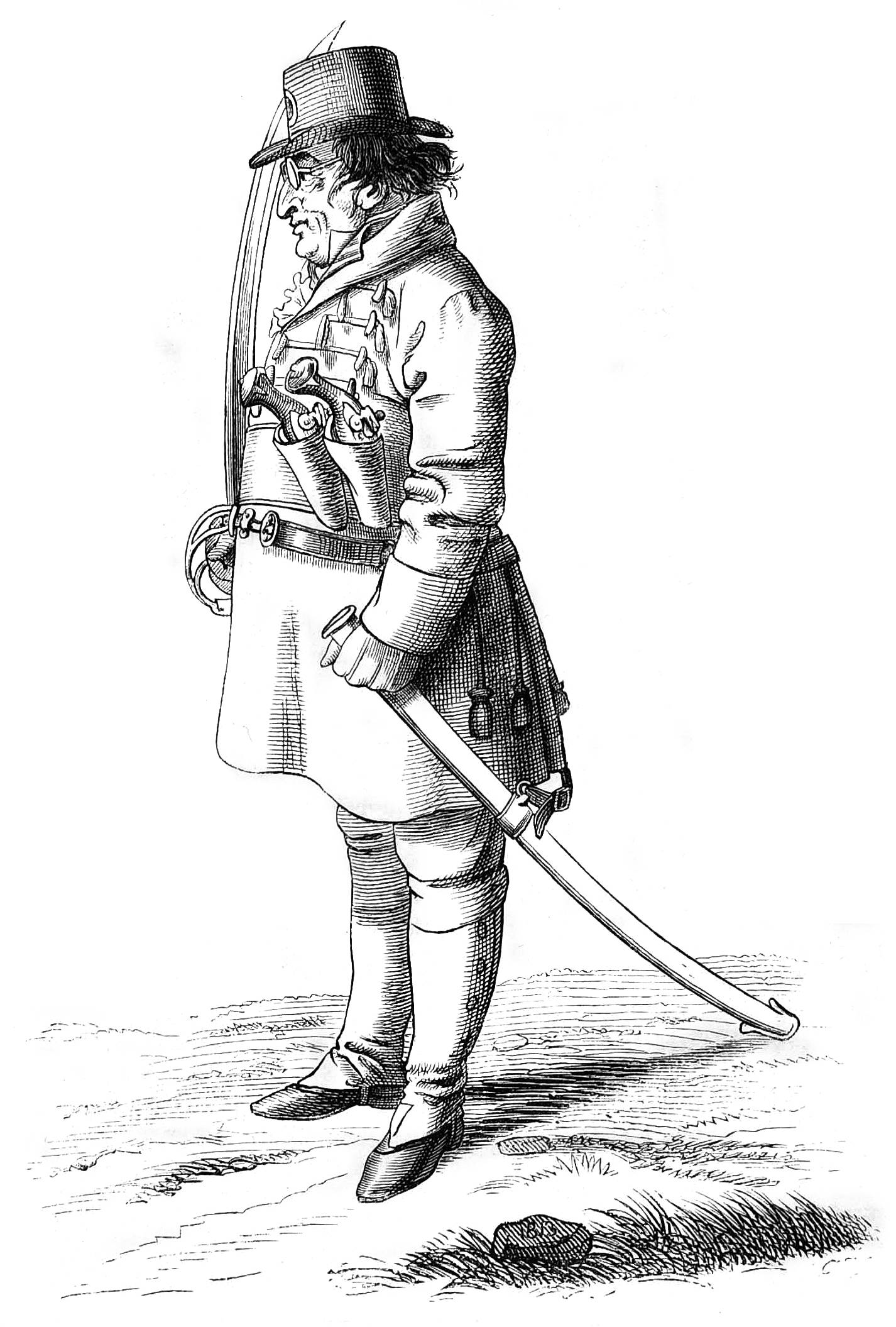
Karikatyr ur Die Gartenlaube, med Fichte som frivillig hemvärnsman under Napoleonkrigen

Fichtes sedelära är i övrigt närbesläktad med den kantiska, vars principer han i detalj lyckats fullständigare genomföra än Kant själv. Genom varje del av densamma går ett drag av sedligt allvar och en stränghet, som ibland övergår till verklig hänsynslöshet. Det subjektivt personliga intresse för dygdens och lycksalighetens slutliga förening, vilket Kant velat tillgodose genom att hänvisa till ett liv efter detta, där denna förening skall åstadkommas, sköts av Fichte åt sidan. Det oändliga, som för individen återstår i förverkligandet av den sedliga uppgiften, skall, enligt Fichte, fyllas därigenom, att individen åt släktet överlämnar det sedliga arbete, han själv ej kan utföra.  
Som rättsfilosof sökte Fichte hävda den juridiska rättens självständighet gentemot sedligheten. Bestämdare än sina föregångare framhåller han den juridiska lagens specifika karaktär. Dennes förklaring söker han dock finna i det mänskliga förnuftet. För att "jaget" skall erhålla den första väckelsen till självständigt liv krävs dess sammanlevnad med andra jag, som kan ge det en sådan väckelse. Men sammanlevnaden åter kan vara möjlig endast under förutsättning att ett rättstillstånd upprättas. För detta ändamål har man ingått samhällsfördraget, varigenom man dels bestämt vad en var och en har rätt till (egendomsfördraget), dels överenskommit att samfällt skydda varandras rätt genom att upprätta staten (skyddsfördraget och det borgerliga föreningsfördraget). 
Vad statsförfattningen angår, fordrar Fichte liksom Rousseau och Kant folksuveränitet och folkrepresentation. De styrandes verksamhet skall övervakas av en myndighet, vars medlemmar tillåts att, då de anser regeringen ha missbrukat sin makt, sammankalla folket för att döma mellan dem och regenten. För övrigt yrkar Fichte, att polisen skall utöva sträng uppsikt över medborgarna, och det i en för den personliga friheten synnerligen inskränkande grad. I Der geschlossene Handelsstaat (1800) utvecklar han ett socialistiskt program av egendomlig art. Staten skall organisera arbetet, så att en var och en kan leva utan bekymmer av sitt arbete och ha tid över för att höja sin ande och sitt öga mot himlen. Därför måste staten bli en "sluten handelsstat", som själv reglerar in- och utförsel, bestämmer alla varors pris och ordnar produktion och varufördelning, dock utan upphävande av den enskilda äganderätten.  
Hans religiösa åsikter undergick så småningom en utveckling, varigenom gudsbegreppet förändrades i förhållande till det som han försvarat under Jenatiden. Det "jag", varifrån hans filosofi utgick, blev allt bestämdare skilt från den mänskliga personligheten, över vilken nu gavs plats åt ett absolut väsen, gudomligheten, och dennas liv fattas inte längre som verksamhet utan som ett rent varande. Människans högsta uppgift blir hängivande åt denne Gud genom religiös känsla. Det saliga livet består i en kärlek till den evige; allt annat liv är blott ett skenliv, som inte kan tillfredsställa människans djupare behov. Fichte var vid sidan av Immanuel Kant, Friedrich Schelling och Georg Wilhelm Friedrich Hegel den tyska idealismens ledande företrädare.
Kants filosofi fördes av Fichte vidare till en ren idealism. Fichte kritiserade resterna av dogmatism i Kants filosofi, d.v.s. att Kant förutsatte tinget i sig. Bertrand Russell (A History of Western Philosophy) menar att Fichte i sin subjektivism närmade sig "insanity" och att han i det att han håller jaget som den enda slutgiltiga realiteten närmar sig solipsismen. Russell anser att Fichte inte kan anses viktig som filosof, men istället att hans betydelse ligger i att han gav den tyska nationalismen en filosofisk grund (vilket kommer till uttryck i Tal till tyska nationen).
Kunskapens grundval ser Fichte i jagets skapande aktivitet. Jaget har inte möjlighet att veta något om tinget i sig och därmed skall man inte tala om det. Man kan endast se omvärlden som icke-jag och eftersom kunskapen är begränsad till jagets medvetande blir kunskap om omvärlden orimlig. Jaget uppfattar alltså sina tankeskapelser som en värld av i sig existerande fakta: omvärlden eller icke jaget skapar jaget självt eller jaget sätter icke-jaget. Jaget och icke-jaget kommer så att verka i ett dualistiskt, ömsesidigt beroendeförhållande.
Fichtes "jaget" innefattar på något sätt alla jag; ett absolut jag (det rena jaget) och kan förstås som någon sorts allmän moralisk världsordning eller grundläggande formande aktivitet. Så kan världen ses som en värld formad för mänskligt handlande där individen är ett handlande väsen snarare än ett ting. Människans bestämning är friheten.
Man kan således se Fichte som en frihetens filosof: han menade att den lagbundenhet och kausalitet som vi upplever i naturen är en förutsättning för att jaget skall kunna inse sammanhangen i naturen och handla på ett meningsfullt sätt. Determinismen blir alltså en förutsättning för indeterminismen eller tron på viljans frihet.
Fichte såg jaget som ett i vidsträckt mening allmänt jag varav alla tänkande subjekt har del, vilket skulle kunna likställas med Gud; världsjaget manifesterar sig i individerna: individen är till för att handla/omforma världen i enlighet med världsjagets (Guds) vilja (vilken individen är del av). Människans (vars bestämning är friheten !) fria handlande är således beroende av världsviljan.

## Skrifter (i svensk översättning)
- Några föreläsningar öfver de lärdas bestämmelse (översättning Benjamin Höijer, Uppsala, 1796)
- Fichtes andra bok om vetandet i dess afhandling om menniskans bestämmelse (översättning Nils Westöö, Wisby, 1836)
- Tankar (i urval utgifna af Rolf Lagerborg, Helsingfors, 1905)
- Tal till tyska nationen (Reden an die deutsche Nation) (översättning och med slutord av E. Sköld, Bonnier, 1914)
- Första inledningen till vetenskapsläran ; Vägen till ett saligt liv (svensk översättning med en inledning om Fichtes person och filosofi av Olof Rabenius, Björk & Börjesson, 1914). Ny upplaga Daidalos, 1987
- Människans bestämmelse (Die Bestimmung des Menschen) (översättning O. Möller, Bonnier, 1923)